# Rough Common
Rough Common est une localité du comté du Kent, en Angleterre.